# Torn Arteries
Torn Arteries ist das siebte Studioalbum der britischen Extreme-Metal-Band Carcass. Es wurde weltweit am 17. September 2021 von Nuclear Blast veröffentlicht.

## Entstehung
Das Songwriting zum Album begann bereits 2015/2016, als Gitarrist Bill Steer und Schlagzeuger Daniel Wilding die ersten Stücke ausarbeiteten. Immer wieder unterbrochen von Tourneen und Festival-Auftritten, dauerte es mehrere Jahre, bis schließlich unter Mitwirkung von Bassist Jeff Walker die Lieder für das Album fertiggestellt wurden. Der Albumtitel und einige Liedtitel referenzieren verschiedene Stationen der Bandentwicklung: Torn Arteries war zugleich der Name eines Demos, das der ehemalige Carcass-Schlagzeuger Ken Owen während seiner Schulzeit aufgenommen hatte, das Stück Flesh Ripping Sonic Torment Limited verweist auf das gleichnamige erste Demo der Band aus dem Jahr 1987 und Wake Up And Smell The Carcass / Caveat Emptor bezieht sich auf die gleichnamige Kompilation aus dem Jahr 1996. Der Titel des vorab veröffentlichten Songs Kelly's Meat Emporium ist der Name einer Fleischerei in Liverpool.
Die Aufnahme der Schlagzeuges erfolgte im Studio Gröndahl in Stockholm, die Aufnahme der Gitarren im The Stationhouse in Leeds. Zurück im Studio Gröndahl wurden die Aufnahmen zusammengeführt, Gesang und Bass hinzugefügt und abgemischt. Abgeschlossen waren die Aufnahmen bereits im Sommer 2019, die Veröffentlichung war für 2020 geplant. Auf Grund der Corona-Pandemie verschob sich die endgültige Veröffentlichung bis zum 17. September 2021.
Das Albumcover zeigt Gemüse in Form eines Herzens und stammt vom polnischen Künstler Zbigniew Bielak. Jeff Walker hatte das Cover bei ihm in Auftrag gegeben, nachdem er in einem kanadischen Krankenhaus eine ähnliche Skulptur gesehen hatte.

## Titelliste
1. Torn Arteries (4:02)
2. Dance of Ixtab (Psychopomp & Circumstance March No. 1 In B) (4:29)
3. Eleanor Rigor Mortis (4:14)
4. Under the Scalpel Blade (3:55)
5. The Devil Rides Out (5:22)
6. Flesh Ripping Sonic Torment Limited (9:42)
7. Kelly's Meat Emporium (3:24)
8. In God We Trust (3:57)
9. Wake Up And Smell the Carcass / Caveat Emptor (4:37)
10. The Scythe's Remorseless Swing (5:21)

## Rezeption

### Kritiken
Die Kritiken fielen wohlwollend aus. Das Rock Hard meint, dass die Band „ihren Signature-Sound mit Hingabe und gewohnter Riff-Präzision“ präsentieren und dass das Album „wohl keinen Fan der Band enttäuschen dürfte“. Für den Metal Hammer stimmt zwar der musikalische Rahmen, aber die Rezensentin kritisiert „langatmige Passagen wie im Mittelteil von ‘Eleanor Rigor Mortis’“ und meint, „da ginge doch eigentlich noch mehr.“ Das Online-Magazin metal.de bezeichnet das Album als „energiegeladen“, es bündele „technisch anspruchsvoll die Stärken von CARCASS“. Das Fazit lautet hier, dass es sich um ein starkes Album handelt und dass die Band nichts von ihrer Relevanz verloren habe.

### Charts und Chartplatzierungen
| ChartsChartplatzierungen     | Höchstplatzierung | Wochen |
| ---------------------------- | ----------------- | ------ |
| Deutschland (GfK)            | 9 (3 Wo.)         | 3      |
| Österreich (Ö3)              | 12 (2 Wo.)        | 2      |
| Schweiz (IFPI)               | 19 (1 Wo.)        | 1      |
| Vereinigtes Königreich (OCC) | 62 (1 Wo.)        | 1      |